# Arenco
Arenco AB är ett svenskt industriföretag som tillverkar bland annat förpackningsmaskiner. 

## Historik
Arenco AB grundades 1877 av ingenjörerna Sten Siefvert och Daniel Fornander som firma Siefvert & Fornander, en mekanisk verkstad med gjuteri i Kalmar. Gjutgodset användes som komponenter till maskiner, inte minst till Jönköpings Tändsticksfabrik samt till Kalmar Tändsticksfabrik inom Kreugerfamiljens "Kalmartrust". År 1914 ombildades firman till aktiebolag och inköptes av det 1913 bildade AB Förenade Svenska Tändsticksfabrikerna. Förutom tändsticksmaskiner tillverkades specialmaskiner för tryckning, gauffering och rullning av tapeter samt inslagning av rakblad.
År 1955 sammanslogs Siefvert & Fornander med Stockholmsföretaget AB Gerh. Arehns Mekaniska Verkstad i Stockholm, som tillverkade förpacknings- och cigarrmaskiner. Fram till 2006 var därefter Arenco dotterbolag till Swedish Match och utvecklade maskiner för olika industribranscher, bland andra tubfyllningsmaskiner. Efterföljare till de senare tillverkas fortfarande av Norden Machinery AB, som knoppades av från Arenco 1979.

## Verksamheten idag
Idag tillverkar Arenco fortfarande tändsticksmaskiner men också förpackningsmaskiner inte minst till livsmedelsindustrin och maskiner för att rensa pelagisk fisk under namnet Arenco VMK. 
Det mesta av Arencos tillverkning sker idag i företagets fabrik i Shanghai.